# Єспер Рейтан-Сунне
Єспер Гаральд Рейтан-Сунне (норв. Jesper Harald Reitan-Sunde, нар. 31 січня 2006, Тронгейм, Норвегія) — норвезький футболіст, півзахисник клубу «Русенборг».

## Ігрова кар'єра

### Клубна
Єспер Рейтан-Сунне народився у Тронгеймі і є вихованцем місцевого клубу «Русенборг». В лютому 2023 року футболіст підписав з клубом перший професійний контракт. Через рік Єспер підписав новий контракт і був внесений в заявку команди на участь у чемпіонаті Норвегії.
1 квітня 2024 року у матчі чемпіонату країни проти «Саннефіорда» Рейтан-Сунне дебютував у першій команді «Русенборга». В листопаді 2024 року футболіст уклав з клубом нову угоду, дійсну до грудня 2028 року.

### Збірна
У 2023 році Єспер Рейтан-Сунне почав свою міжнародну кар'єру, виступаючи в юнацьких збірних Норвегії.